# キャリバン

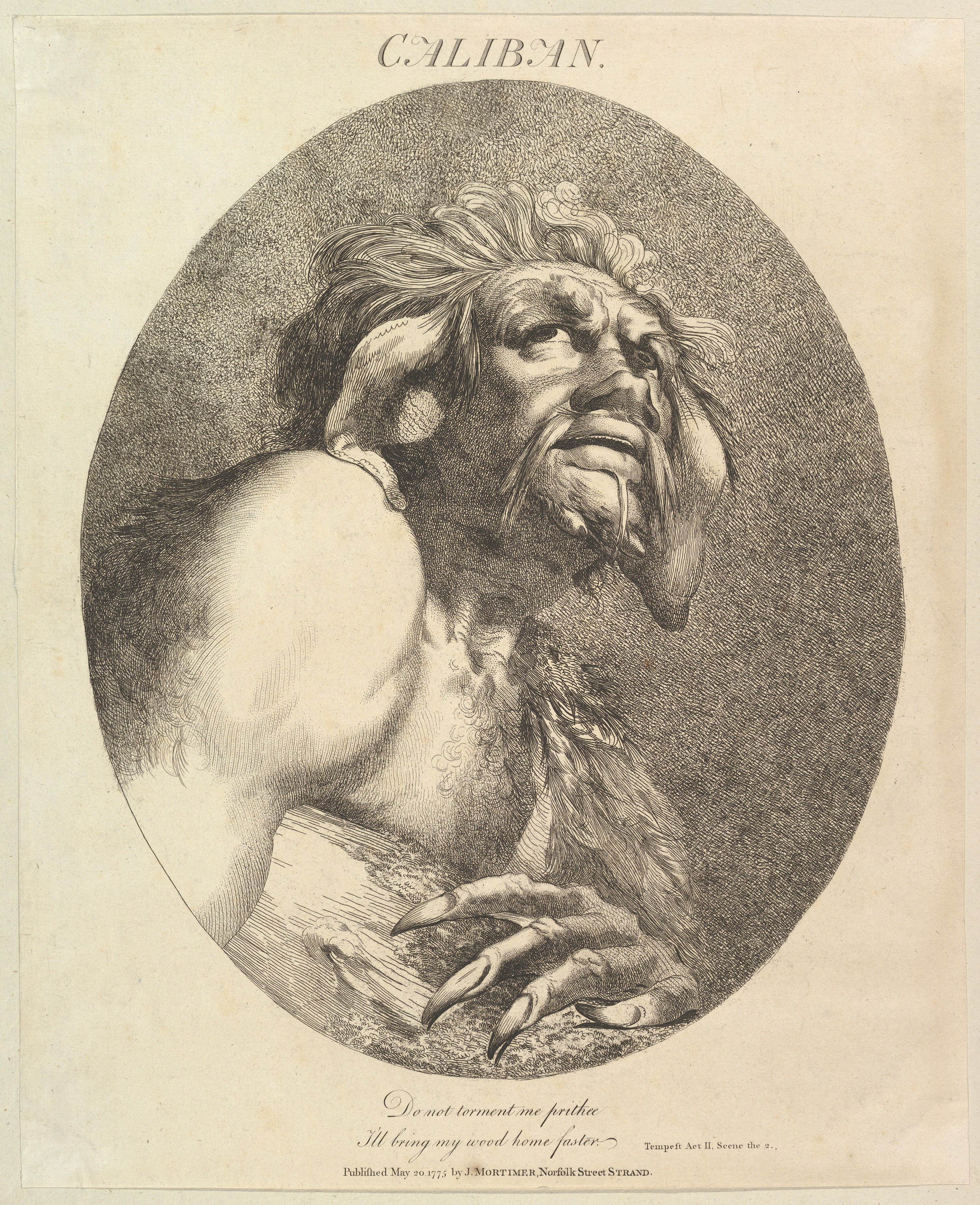
ジョン・ハミルトン・モーティマーによる、キャリバン。

キャリバン（Caliban）は、ウィリアム・シェイクスピアの戯曲『テンペスト』に登場する怪物。戯曲の舞台である島の持主であった魔女シコラクスの息子である。
元ミラノ大公で魔術師である主人公プロスペローは、弟アントーニオーらに権力を奪われて、この島に娘のミランダと共に流れ着く。プロスペローが着く以前にシコラクスは死亡しており、当時のキャリバンは人語も判らぬ怪物であった。また、母の呪文は知ってはいたが使えないようである。後にプロスペローに騙されて、呪文は盗まれ島も奪われ、彼の魔術で逆らうことも出来ずに、舞台の場面では洞窟住まいで下働きをさせられている。
プロスペローを憎み、プロスペローの起こした嵐で後から流れ着いた、仇敵の家臣である道化師トリンキュロー、酒に目のない執事兼料理番のステファノーと出会い、彼らを唆してプロスペローに意趣返しを謀ろうとするが、失敗する。